# Radovan Žerjav
Radovan Žerjav (Maribor, 2 dicembre 1968) è un politico e ingegnere sloveno.
Trascorse l'infanzia nella regione del Prekmurje, frequentando una scuola bilingue sloveno-ungherese. Nel 1988 si iscrisse all'Università di Maribor, laureandosi in ingegneria chimica nel 1993 e specializzandosi nel 2003 con una tesi intitolata "Analisi dei Metodi di Reazione e Separazione nella Produzione Bio-Diesel".
Nel 1993 iniziò a lavorare per la compagnia petrolifera Nafta Lendava e nel 1999 fu promosso a responsabile dello sviluppo della compagnia. Nel 2002 divenne direttore tecnico di Nafta Petrochem, mentre nel 2004 fu nominato assistente del direttore della compagnia per il settore tecnico. Nel 2007 divenne direttore di Nafta Biodizel.
Nel settembre del 2007 fu nominato Ministro dei Trasporti del primo governo Janša, carica che mantenne fino alla fine del 2008. Alle elezioni del 2008 fu eletto all'Assemblea nazionale nelle file del Partito Popolare Sloveno e nel marzo 2009 divenne presidente del partito.
Alle elezioni del 2011 ha mantenuto il proprio seggio in parlamento e in seguito è diventato Ministro dello Sviluppo Economico e della Tecnologia del secondo governo Janša.